# Cerekvice nad Loučnou
Cerekvice nad Loučnou (en allemand : Zirkowitz) est une commune du district de Svitavy, dans la région de Pardubice, en Tchéquie. Sa population s'élevait à 891 habitants en 2024.

## Géographie
Cerekvice nad Loučnou est arrosée par la Loučná, un affluent de l'Elbe, et se trouve à 8 km au nord-ouest de Litomyšl, à 25 km au nord-ouest de Svitavy, à 35 km au sud-est de Pardubice et à 146 km à l'est-sud-est de Prague.
La commune est limitée par Tisová au nord, par Horky, Bohuňovice, Řídký et Tržek à l'est, par Nová Sídla et Morašice au sud, et par Újezdec, Bučina et Hrušová à l'ouest.

## Histoire
La première mention écrite du village date de 1167.

## Administration
La commune se compose de deux sections :
- Cerekvice nad Loučnou
- Pekla

## Galerie

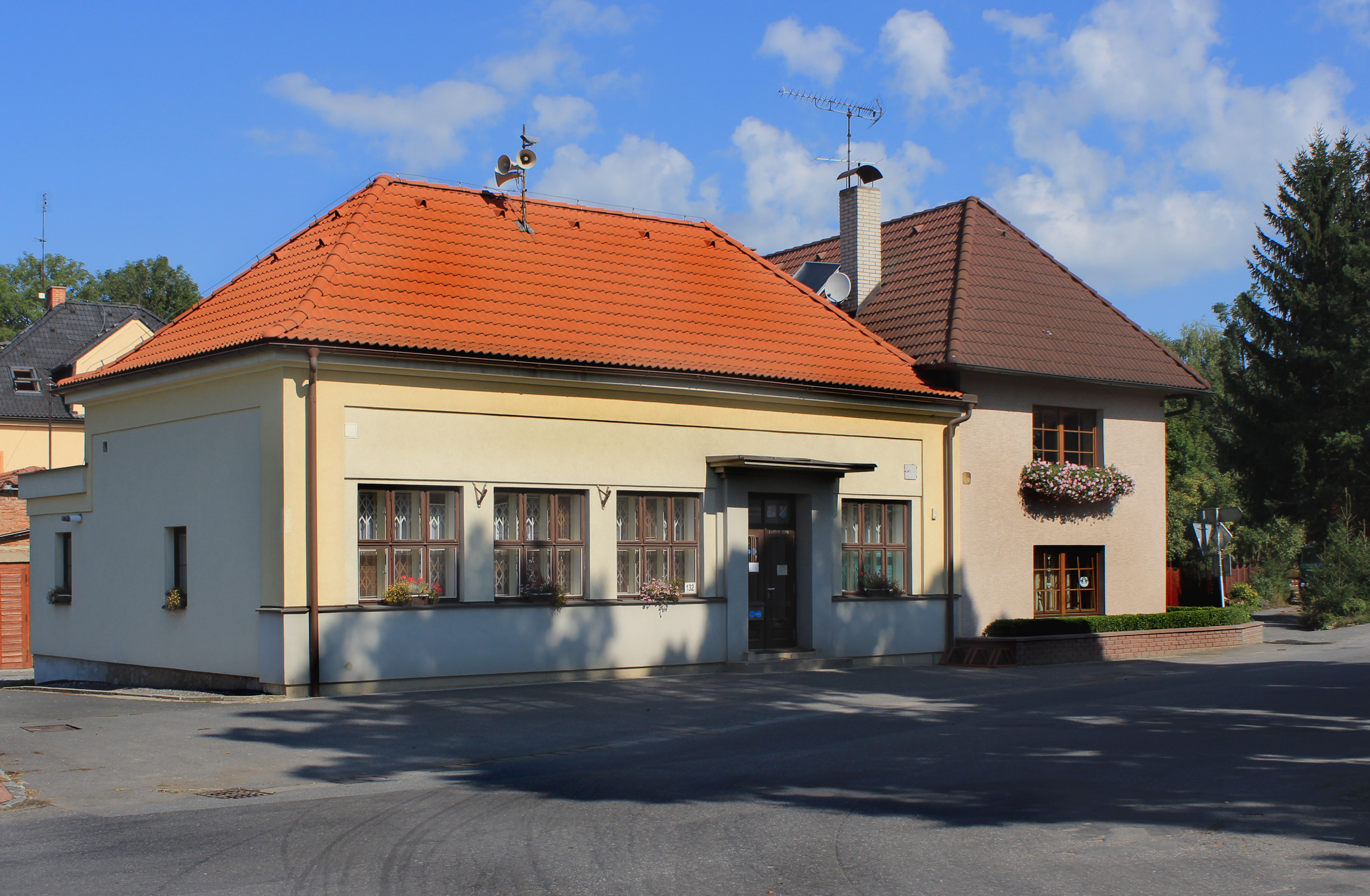
Cerekvice nad Loučnou : la mairie.
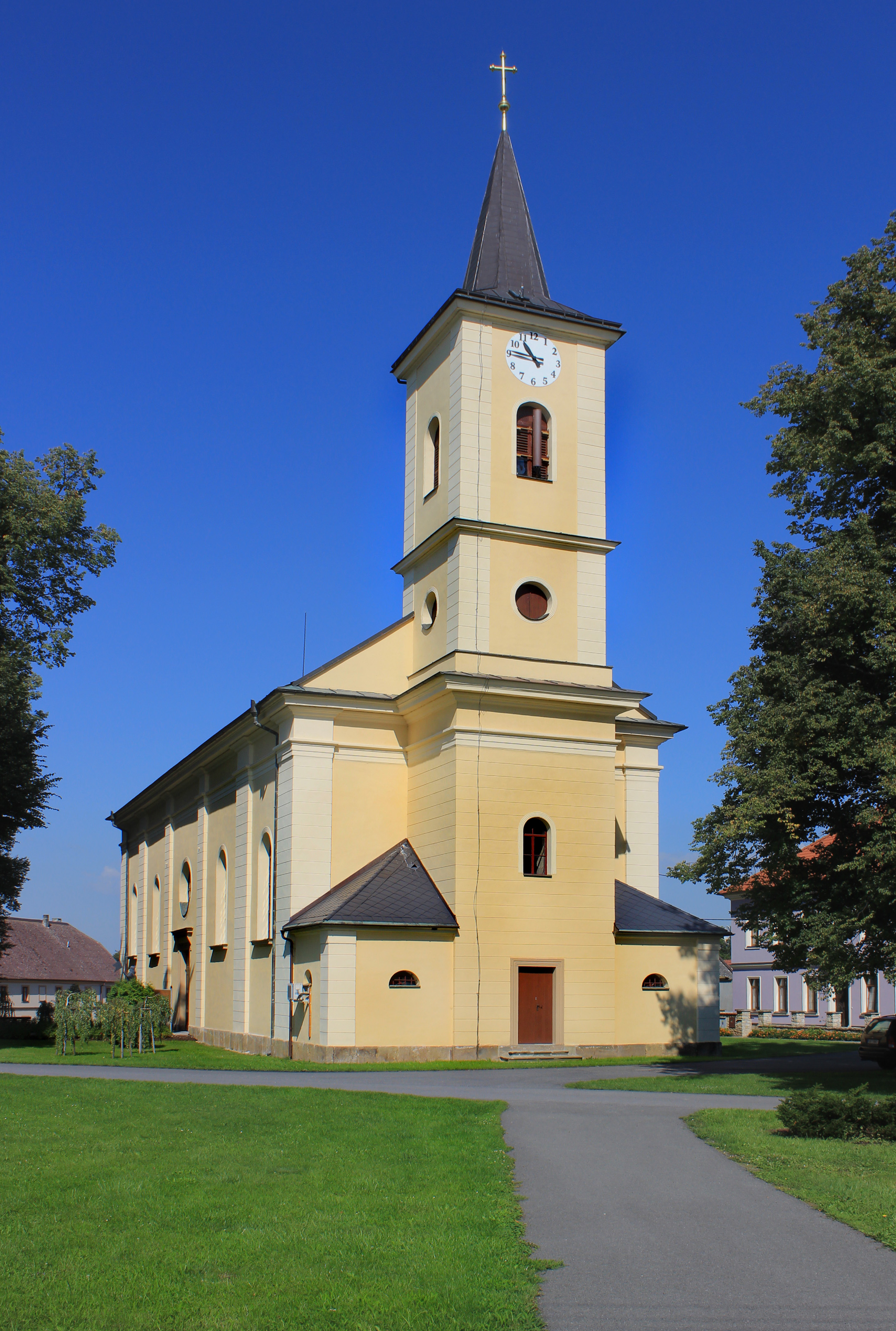
Cerekvice nad Loučnou : église.

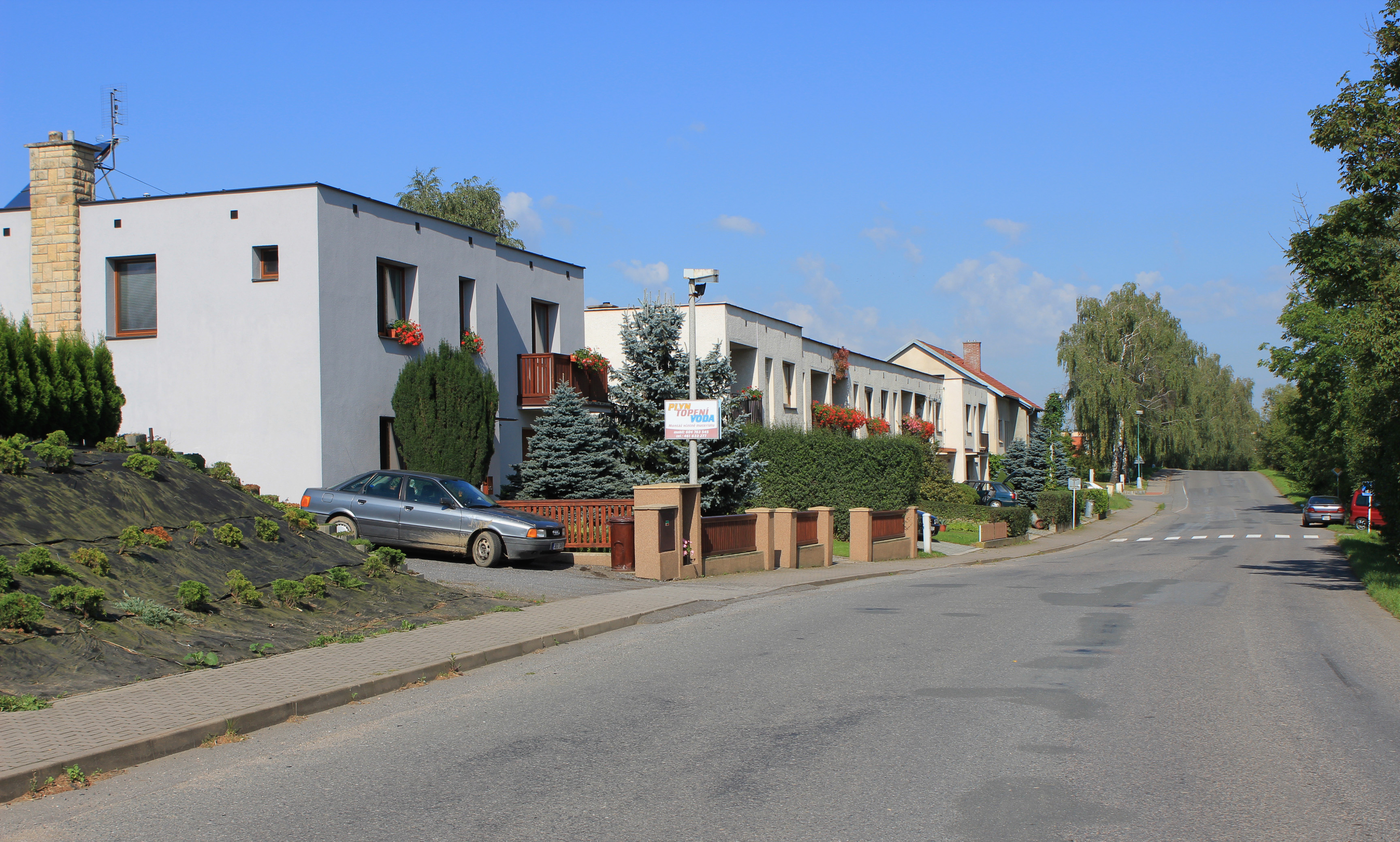
Quartier ouest.

## Transports
Par la route, Cerekvice nad Loučnou se trouve à 10 km de Litomysl, à 27 km de Svitavy, à 42 km de Pardubice et à 155 km de Prague.

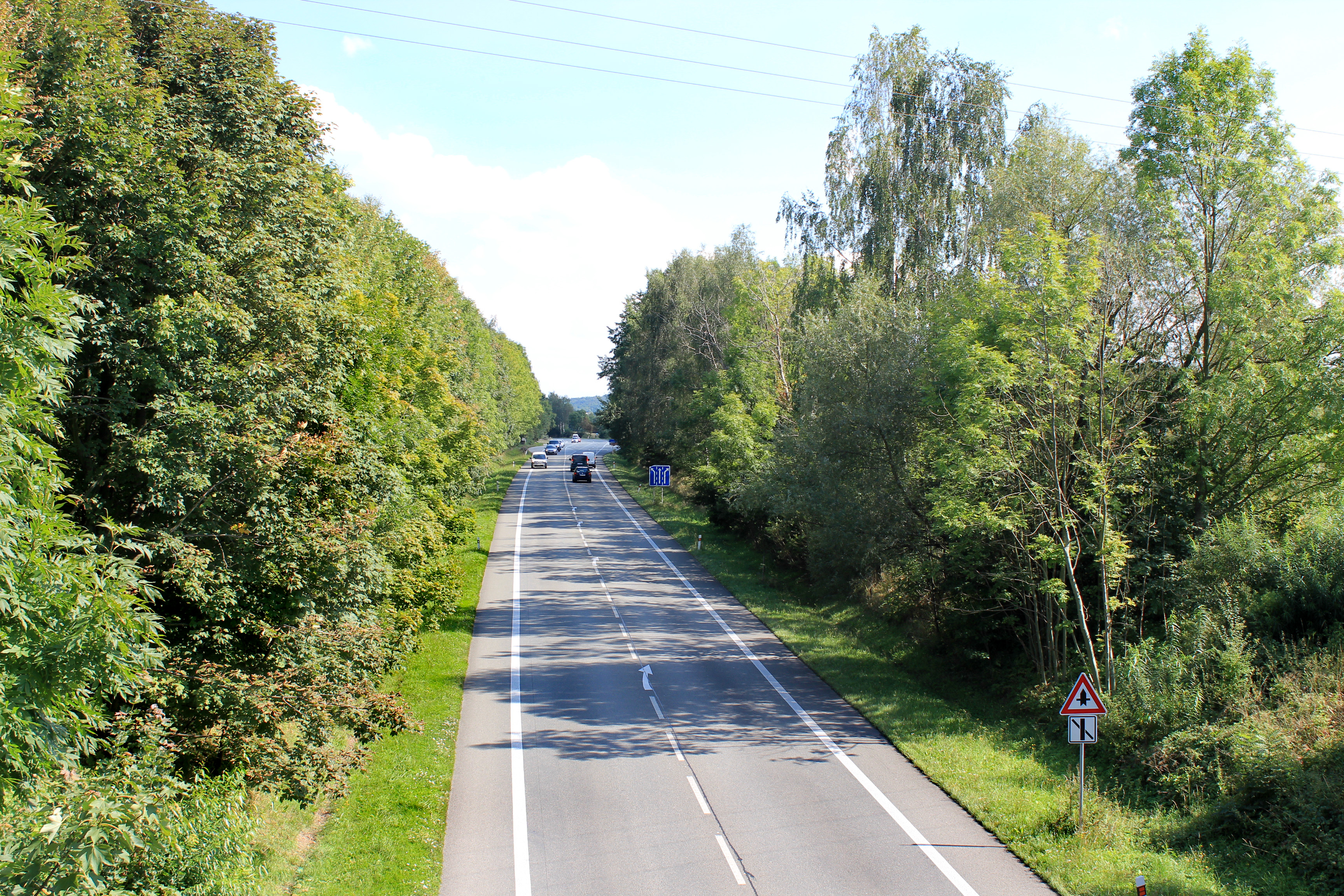
Route n° 35 au nord de Cerekvice nad Loučnou.